# سازمان آمریکایی موسیقی‌دانان
سازمان آمریکایی موسیقی‌دانان (انگلیسی: American Federation of Musicians) با نام کاملِ سازمان آمریکایی موسیقی‌دانان ایالات متحده آمریکا و کانادا یک اتحادیهٔ صنفی و سازمان ۵۰۱ متعلق به موسیقی‌دانان کانادا و ایالات متحده آمریکا است.
این سازمان که به اختصار «AFM/AFofM» نامیده می‌شود در سال ۱۸۹۶ میلادی در سینسیناتی پایه‌گذاری شد و رئیس فعلی آن «تینو گالیاردی» است.
دفتر مرکزی این سازمان در شهر نیویورک واقع است و بزرگترین سازمان صنفی موسیقیدانان در جهان محسوب می‌شود.